# Тармаширин
Тармаширин-хан (убит в 1334) — чингизид, потомок Чагатая, хан Чагатайского улуса (1326—1334)

## Правление
Чингизид Тармаширин-хан пришел к власти после смерти чагатаида Дурра Тимур-хана в 1326 году. Он пытался продолжить политику своего брата Кебек-хана на восстановление городской жизни, и наладить земледельческое хозяйство, торговлю. При Тармаширине (1326—1334), был сделан следующий шаг к сближению с местной знатью — провозглашение ислама официальной религией. Тармаширин принял ислам и титул Ала-ад-дин.
Число монетных дворов Тармаширина увеличилось, к таким монетным дворам как Самарканд, Бухара, Термез прибавились Янги Тараз, Отрар и Бадахшан. На монетах помещались имена Тармаширина и его сына Санджара.
Тармаширин ходил походами на территорию современного Афганистана и Индии.

## Смерть
Тармаширин пал жертвой кочевников, державшихся патриархальных традиций и языческих верований. В 1334 году Тармаширин-хан был убит в результате заговора. Власть перешла к сыну Дурра Тимур-хана Бузан-хану.